# Seminellogon bituberculosus
Seminellogon bituberculosus är en mångfotingart som först beskrevs av Loomis 1973.  Seminellogon bituberculosus ingår i släktet Seminellogon och familjen Aphelidesmidae. Inga underarter finns listade i Catalogue of Life.